# Sirocco (motorfiets)
Sirocco is een historisch merk van motorfietsen.
Sirocco: Motorradfabrik Gustav Heinz, Schönberg, Mähren.
Dit Tsjechische bedrijf bouwde in feite twee motormerken: De motorfietsen van het merk Sirocco (1925-1928) waren voorzien van 147-, 172- en 246 cc Villiers-motoren, die van het merk Velamos (1927-1930) hadden eigen 246-, 346- en 496 cc kamzuiger-tweetaktmotoren. Zie ook GH.